# Force maritime d'autodéfense japonaise
Cet article traite de la Marine japonaise actuelle. Pour l'article sur la marine japonaise de 1869 à 1947, voir Marine impériale japonaise.
La force maritime d'autodéfense japonaise (海上自衛隊, Kaijō Jieitai), fréquemment mentionnée sous le sigle JMSDF issu de la traduction anglaise de son appellation Japan Maritime Self-Defense Force, est la branche navale de facto des forces japonaises d'autodéfense (de jure, les forces de police), chargée de la défense maritime du Japon. La marine japonaise a été formée avec l'ensemble des autres armes, le 1er juillet 1954, à la suite de la dissolution de la marine impériale japonaise à l'issue de la Seconde Guerre mondiale.

## Histoire

### Formation de la force maritime d'autodéfense japonaise

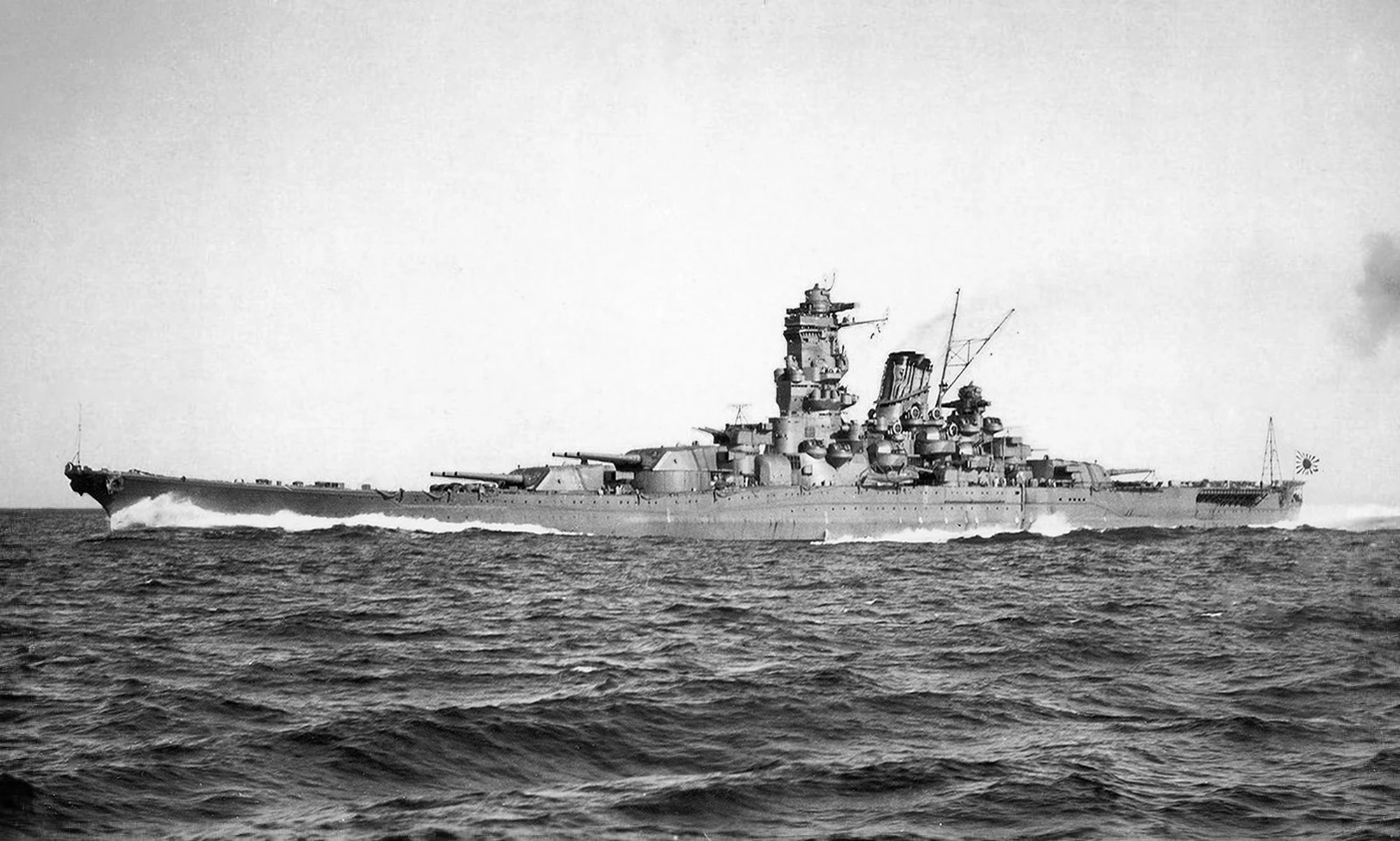
Le Yamato est le navire amiral de la marine impériale japonaise jusqu'en 1945.

À la suite de la défaite du Japon dans la Seconde Guerre mondiale, la marine impériale japonaise est dissoute par l'acceptation de la déclaration de Potsdam. Les navires sont désarmés, et certains d'entre eux, tel le  Nagato qui avait été le navire amiral de la flotte lors de l'attaque de Pearl Harbor en 1941, sont confisqués par les Alliés au titre des réparations. Les bateaux restants servent au rapatriement des soldats japonais stationnés hors de l'archipel, ainsi que pour le déminage des eaux japonaises. La flotte de dragueurs est finalement transférée à la toute nouvelle agence de sûreté maritime mise sur pied le 1er mai 1948 en tant que division du ministère des Transports, qui contribue à maintenir les ressources et l'expertise de la marine.
La constitution du Japon, adoptée en mai 1947 dispose en son  article 9 que le « peuple japonais renonce pour toujours à la guerre en tant que droit souverain de la nation et à la menace ou l'usage de la force comme moyens de règlement des différends internationaux. » Cet article n'interdit toutefois pas la préservation de moyens militaires destinés à la défense du pays. En raison de la naissance de la Guerre froide, les États-Unis ne sont pas mécontents de voir le Japon prendre en main sa propre défense, plutôt que de compter sur le soutien des seules forces américaines.
En 1952, la Force de sûreté côtière est mise sur pied par l'agence de sûreté maritime, incorporant les dragueurs de mines et d'autres navires militaires, pour l'essentiel des destroyers, cédés par les États-Unis.
En 1954, la Force de sûreté côtière est divisée et donne naissance à la Force maritime d'autodéfense japonaise, branche navale des Forces japonaises d'autodéfense, à la suite du vote de la loi de 1954 sur les forces d'autodéfense.

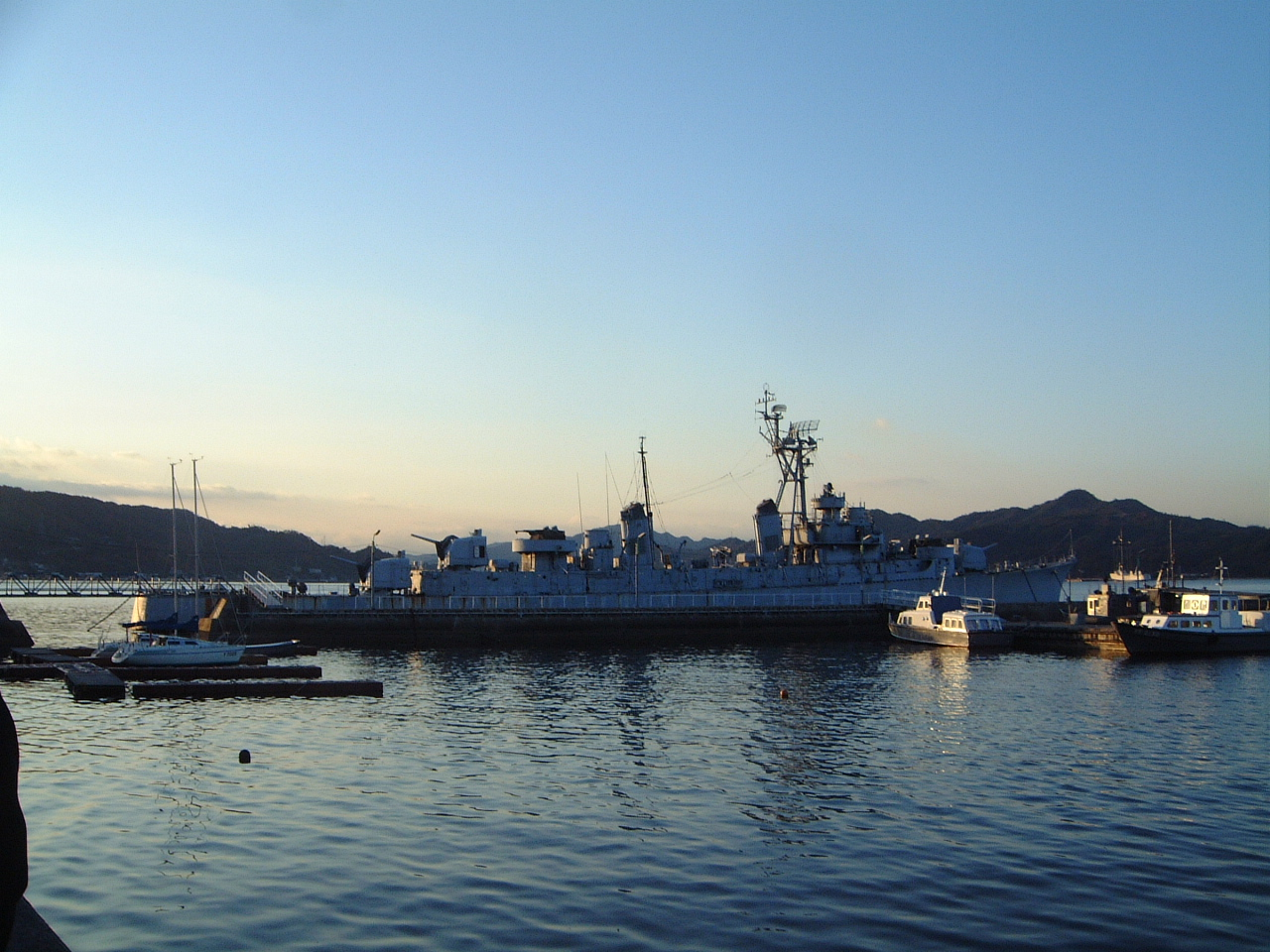
Le Harukaze, premier des deux navires de la classe Harukaze construit entre 1954 et 1955. Ne pas confondre avec le navire du même nom de la classe Kamikaze lancé en 1922.

Les premiers navires versés dans la nouvelle marine ayant un effectif à sa création de 15 808 personnes et un tonnage total de 68 000 tonnes sont 40 chasseurs de mines, 18 frégates de patrouilles et 50 Landing Ship Support, Large de la marine des États-Unis, transférés sous contrôle japonais en 1954.
En 1956, la marine japonaise prend livraison des premiers destroyers construits par l'industrie de l'armement japonaise depuis la Seconde Guerre mondiale, le Harukaze. En raison de la menace que représente l'importante flotte de sous-marins de la marine soviétique, la marine japonaise se voit prioritairement assignée un rôle de lutte anti-sous-marine. En 1988, elle était la cinquième mondiale avec 220 000 tonnes.
Assez rapidement, les équipements électroniques comprennent une part de plus en plus grande d'éléments fabriqués ou conçues au Japon. Ainsi le premier radar à antenne active entré en service dans le monde est le OPS-24 (en) développé par l'Institut de recherche et développement technique de l'Agence japonaise de défense et construit par Mitsubishi Electric installé sur le destroyer DD-155 de la classe Asagiri entré en service en janvier 1990,.

### L'après-guerre froide

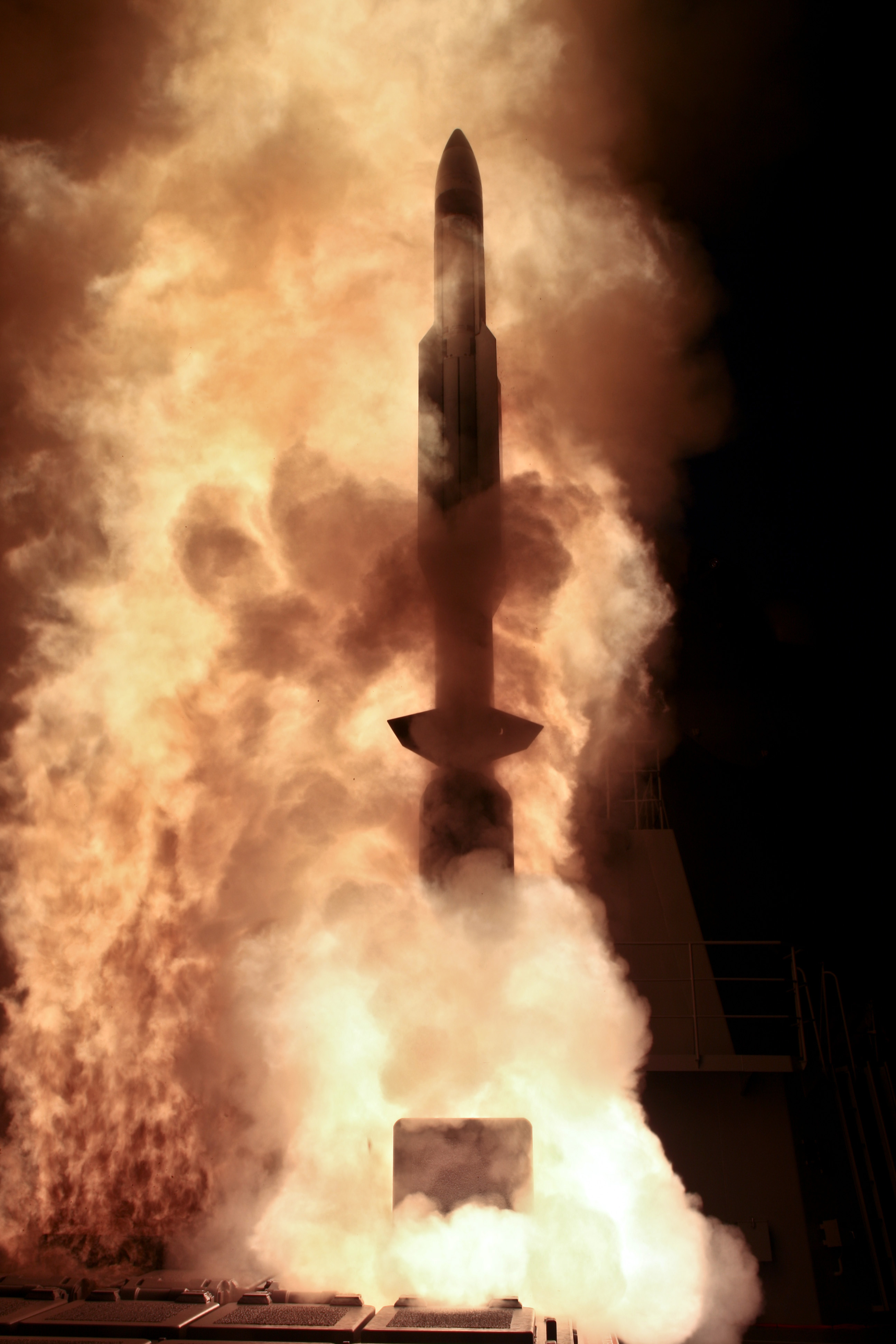
Tir d'un RIM-161 Standard Missile 3 depuis un des quatre destroyers de la classe Kongo.

Avec la fin de la guerre froide, en 1991, le rôle de la marine japonaise change considérablement. À partir de 1993 et une première mission au Cambodge, la marine est engagée dans un grand nombre de missions de maintien de la paix conduites par l'Organisation des Nations unies dans toute l'Asie. En 1993, le Japon admet au service actif son premier destroyer équipé du système de combat Aegis, le DD173 Kongō. La marine participe activement à des exercices navals avec des puissances amies, notamment les États-Unis et depuis 1998, la coopération avec la Septième flotte américaine qui avait été restreinte commence à se mettre en place. La marine a également participé à l'opération Enduring Freedom, déployant ses destroyers dans l'océan Indien dans des missions de soutien et d'escorte.
Par ailleurs, les tensions avec la Corée du Nord ayant augmenté à la suite du tir d'essai en 1993 du missile Nodong-1 et du tir d'essai en 1998 du Taepodong-1 au-dessus du Japon septentrional, la marine a renforcé son rôle dans la défense anti-aérienne. Un système de missiles anti-balistiques RIM-161 Standard Missile 3 est testé avec succès le 18 décembre 2007 puis installé à bord des destroyers équipés de systèmes Aegis. La marine, de concert avec la garde côtière du Japon, héritiers de l'agence de sûreté maritime, s'est également montrée active dans la lutte préventive contre les infiltrations nord-coréennes, allant jusqu'à engager et couler un navire nord-coréen dénoncé comme navire-espion au cours du combat d'Amami-Ōshima en décembre 2001.
Face à la montée de la marine chinoise, elle disposera de ses premiers porte-aéronefs dans les années 2020.

## Missions
La marine japonaise compte une flotte importante — parmi les cinq premières au monde en termes de tonnage, au 4e rang à partir de 2012 — capable de mener des opérations à longue distance.
Le rôle de celle-ci est essentielle pour la sécurité de cet archipel d'un millier d'îles. Vu la géographie du Japon, l'immense majorité de sa population est concentrée autour de ses côtes, sa zone économique exclusive d'environ 4 530 000 km² a des contentieux territoriaux avec l'ensemble de ses voisins (îles Kouriles occupées par la Russie, îles Senkaku revendiquées par les deux Chines et rochers Liancourt coréens revendiqués par le Japon), l'économie du Japon dépend quasi entièrement du transport maritime et son taux d'autosuffisance alimentaire n'est, dans les années 2000, que de 42 %.
L'article 9 de la constitution japonaise assigne à la marine comme aux autres composantes des forces armées une stricte mission de défense, interdisant toute mission offensive ; la composition de la flotte reflète cette mission par l'absence de tout moyen de projection offensif. Les opérations principales de la marine consistent à maintenir le contrôle des routes maritimes du Japon et à patrouiller les eaux territoriales. La marine a également renforcé sa participation dans les opérations de maintien de la paix conduites par les Nations unies ou dans les opérations d'interdiction maritime.

## Organisation

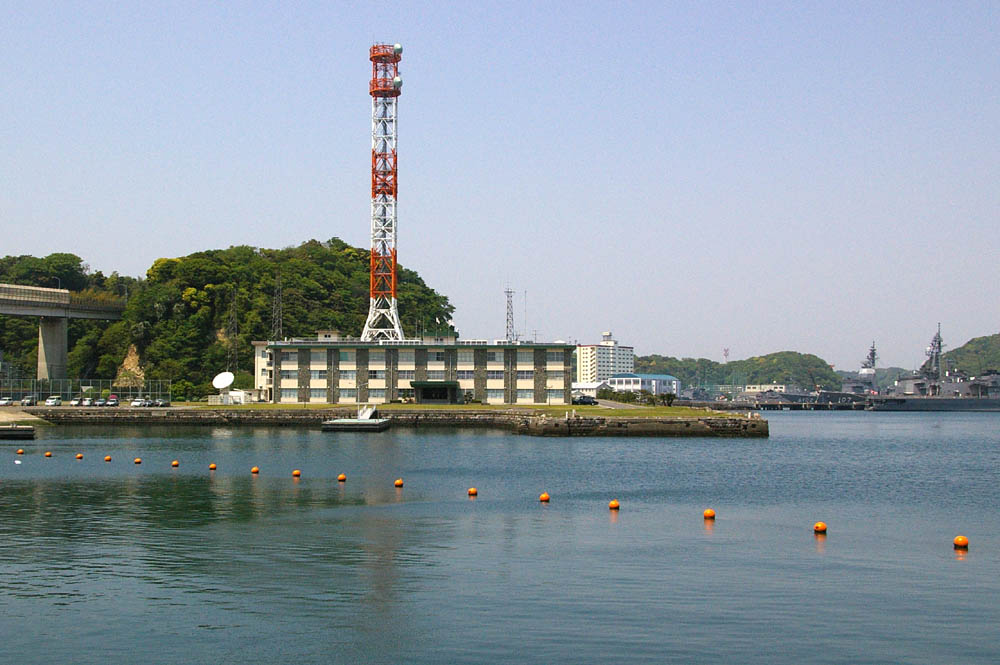
Quartier général de la Force maritime d'autodéfense japonaise dans la base navale de Yokosuka.

Organisation territoriale de la JMSDF.

Son quartier général se situe au nord de la base navale de Yokosuka, ses coordonnées géographiques sont 35° 18′ 40″ N, 139° 38′ 10″ E. Cette base étant également le siège de la Septième flotte américaine.
Au début du 21e siècle, les principaux navires de surfaces sont regroupés dans la flotte d'autodéfense (自衛艦隊). Jusqu'en 2025; elle est structurée ainsi :
- Force d'escorte de flotte (en) (護衛艦隊) 
  - 4 groupes d'escorte (護衛隊群) : flottilles d'escorte 1 a 4
  - 5 divisions d'escorte (護衛隊) : flottilles 10 a 15
- Force de guerre des mines (en) (掃海隊群)

Deux autres divisions sont sous le contrôle direct du ministre de la Défense :
- Division des dragueurs de mines
- Division des patrouilleurs lance-missiles de patrouille réparties dans cinq districts

A partir de mars 2026, elle devrait être structurée comme tel :
- Trois groupes de combat de surface (水上戦群)
- Un groupe de la guerre des mines amphibies  (水陸両用戦機雷戦群) combinant les navires amphibies et la totalité des navires de guerre de mines
- Groupe de défense des patrouilles (哨戒防備群)

## Ordre de bataille

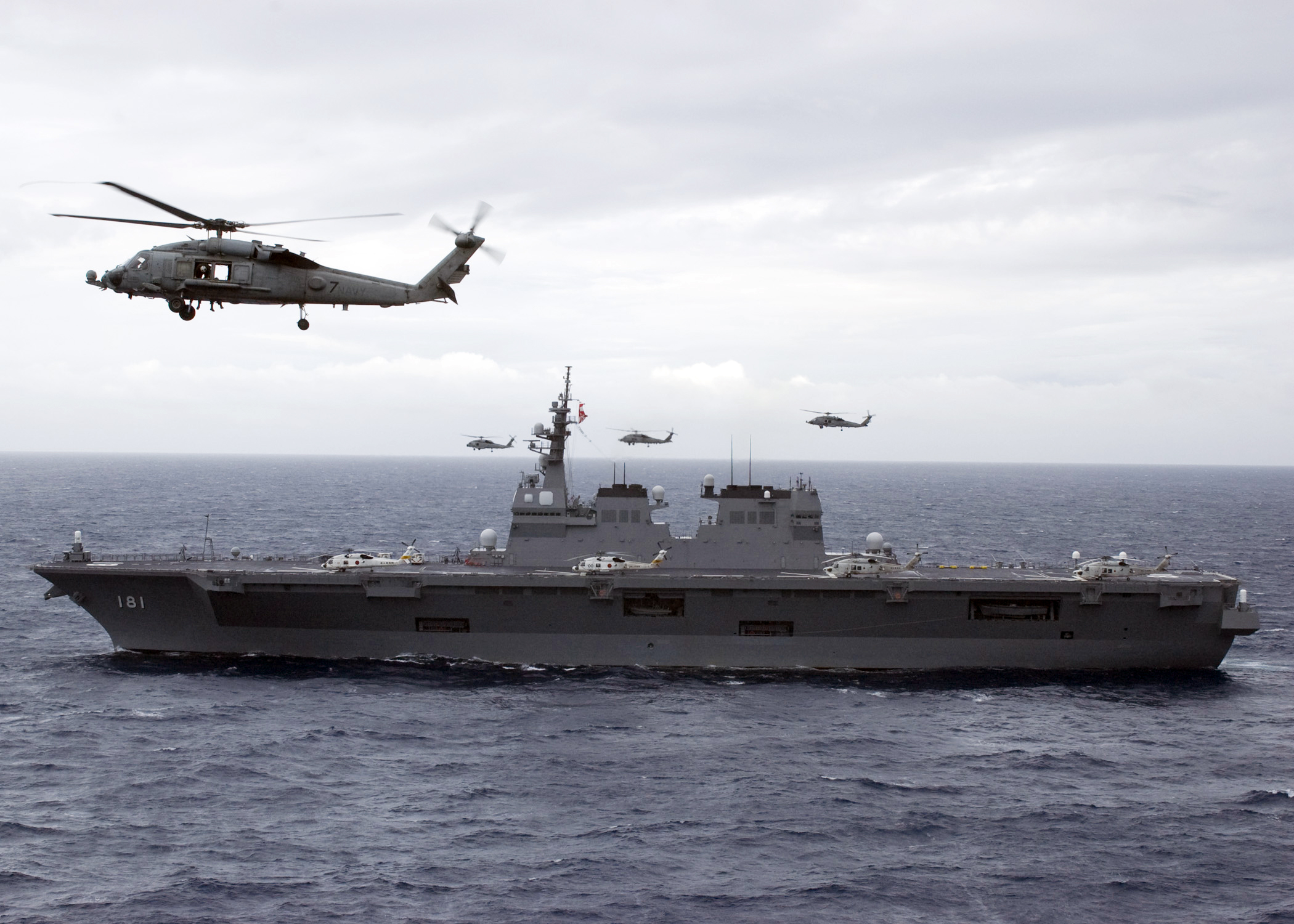
Le JS Hyūga (DDH-181) entré en service en 2009 avec sur son pont des Mitsubishi SH-60 Seahawk. Lui et son sister ship, le JS Ise (DDH-182), étaient les plus grands navires de la JMSDF depuis la Seconde Guerre mondiale jusqu'à l'arrivée des deux porte-hélicoptères de la classe Izumo de 248 m en mars 2015, le JS Izumo (DDH-183) et le JS Kaga (DDH-184).

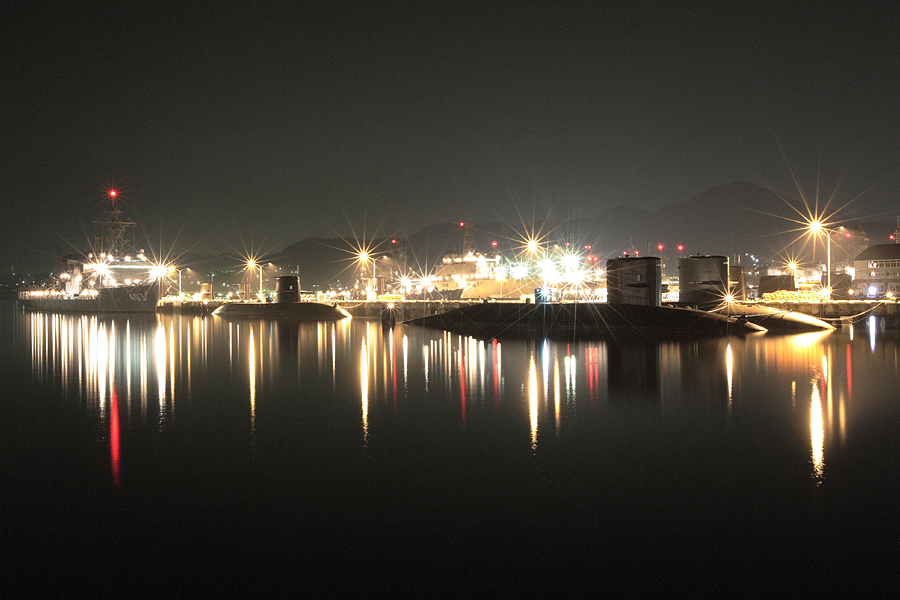
Trois sous-marins dans la base navale de Kure.

Elle se situe en tonnage au 4e rang mondial en 2012 devançant la Royal Navy en alignant 104 bâtiments de combat (308 000 tonnes).
La marine japonaise compte officiellement, en 2007, 46 000 personnes (45 517 en 2012), et dispose de  quelque 110 navires de guerre principaux, y compris deux porte-hélicoptères, dix-huit sous-marins dont aucun à propulsion nucléaire (dont deux sont destinés à l'entraînement chiffre fixé en 1976), quarante-sept destroyers et frégates (il n'y a pas de distinction entre ces catégories dans la terminologie japonaise), vingt-neuf bateaux dédiés à la guerre des mines, neuf patrouilleurs et neuf navires amphibies, le tout totalisant un déplacement d'environ 432 000 tonnes. Son parc comprend alors également 179 avions et 135 hélicoptères ; l'essentiel de ces aéronefs est destiné à la lutte anti-sous-marine et à la guerre des mines.
Fin 2010, devant la montée en puissance de la marine chinoise, il a été annoncé que la sous-marinade japonaise pourrait dans le cadre du 2011-2015 Defense Policy Guidelines monter à 22 unités en 2016. Il n'y aura pas augmentation de la cadence de production mais un temps de service poussé à 24 ans. L'augmentation de la durée de service de destroyers et d'avions P-3 Orion est également officiellement annoncée.

### À l'étranger
La lutte contre la piraterie autour de la Corne de l'Afrique a incité plusieurs pays à utiliser Djibouti comme base logistique pour leurs flottes dont le Japon depuis 2008. En avril 2010, on annonce la construction de la première base permanente des Forces japonaises d'autodéfense à l'étranger dans la ville de Djibouti.
Cette base navale de douze hectares, dont la construction débute durant l'été 2010, a couté 4,7 milliards de yens (42 millions d'euros en janvier 2011),. Elle est inaugurée le 7 juillet 2011, elle accueille à cette date 180 personnes et deux avions de patrouille maritime et son effectif final sera d'environ 600 personnes. Deux frégates sont également déployées à cette date sur zone.

## Préfixe des navires
Le préfixe des navires de la force maritime d'autodéfense est JDS (Japanese Defense Ship) pour tous les bateaux entrés en service avant 2008. À partir de cette année-là, les navires n'utilisent plus que les lettres JS (Japanese Ship) pour marquer la promotion de l'agence japonaise de Défense en ministère de la Défense.